# Франческо Рутеллі
Франческо Рутеллі (італ. Francesco Rutelli; нар. 14 червня 1954, Рим, Італія) — італійський політик. Спів-президент Європейської демократичної партії, центристської європейської політичної партії, до якої належать приблизно 20 депутатів Європарламенту. Був мером Риму (1994—2001), президентом центристської партії Маргаритка: Демократія — це свобода (2002–2007). Міністр культури і туризму в другому уряді Романо Проді (2006—2008). У 2008 році Рутеллі невдало балотувався на новий термін мера Риму після відставки Вальтера Вельтроні, програвши Джованні Алеманно.

## Біографія
Вивчав архітектуру в Римському університеті ла Сапієнца. Спочатку спробував свої сили в живописі, організував кілька виставок в римських галереях, де представляв свої сюрреалістичні колажі.
Одружений, має четверо дітей.